# Chicoreus mergus
Chicoreus mergus är en snäckart som beskrevs av Vokes 1974. Chicoreus mergus ingår i släktet Chicoreus och familjen purpursnäckor. Inga underarter finns listade i Catalogue of Life.

## Bildgalleri

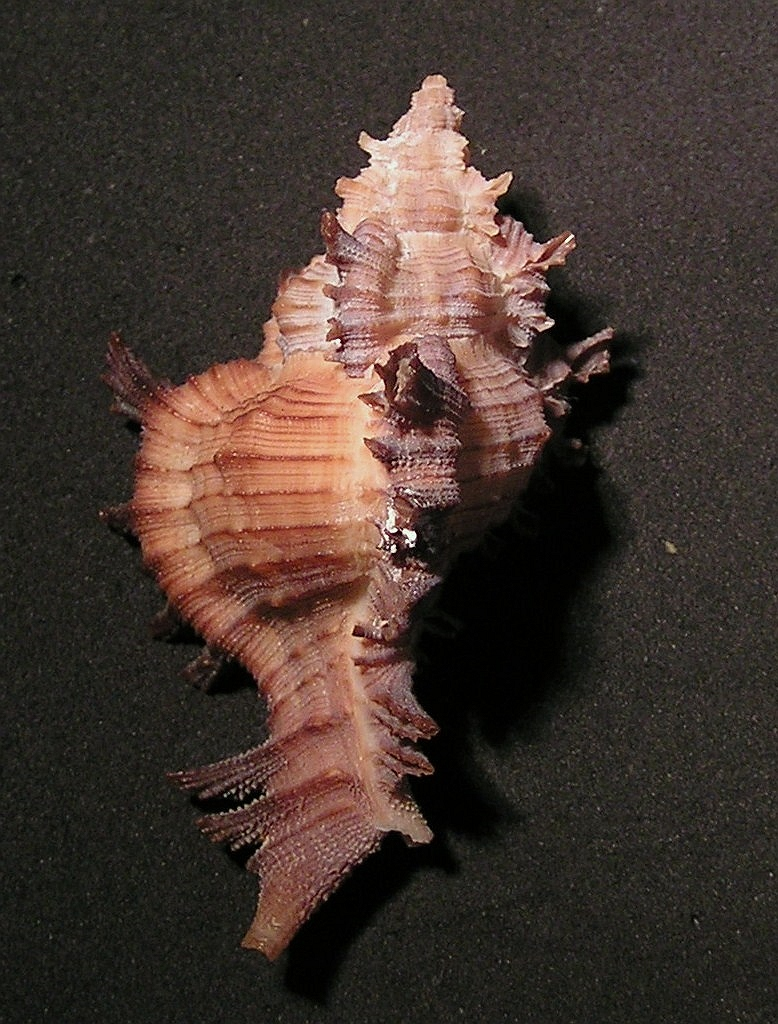